# Об'єднання дрібних норвезьких королівств

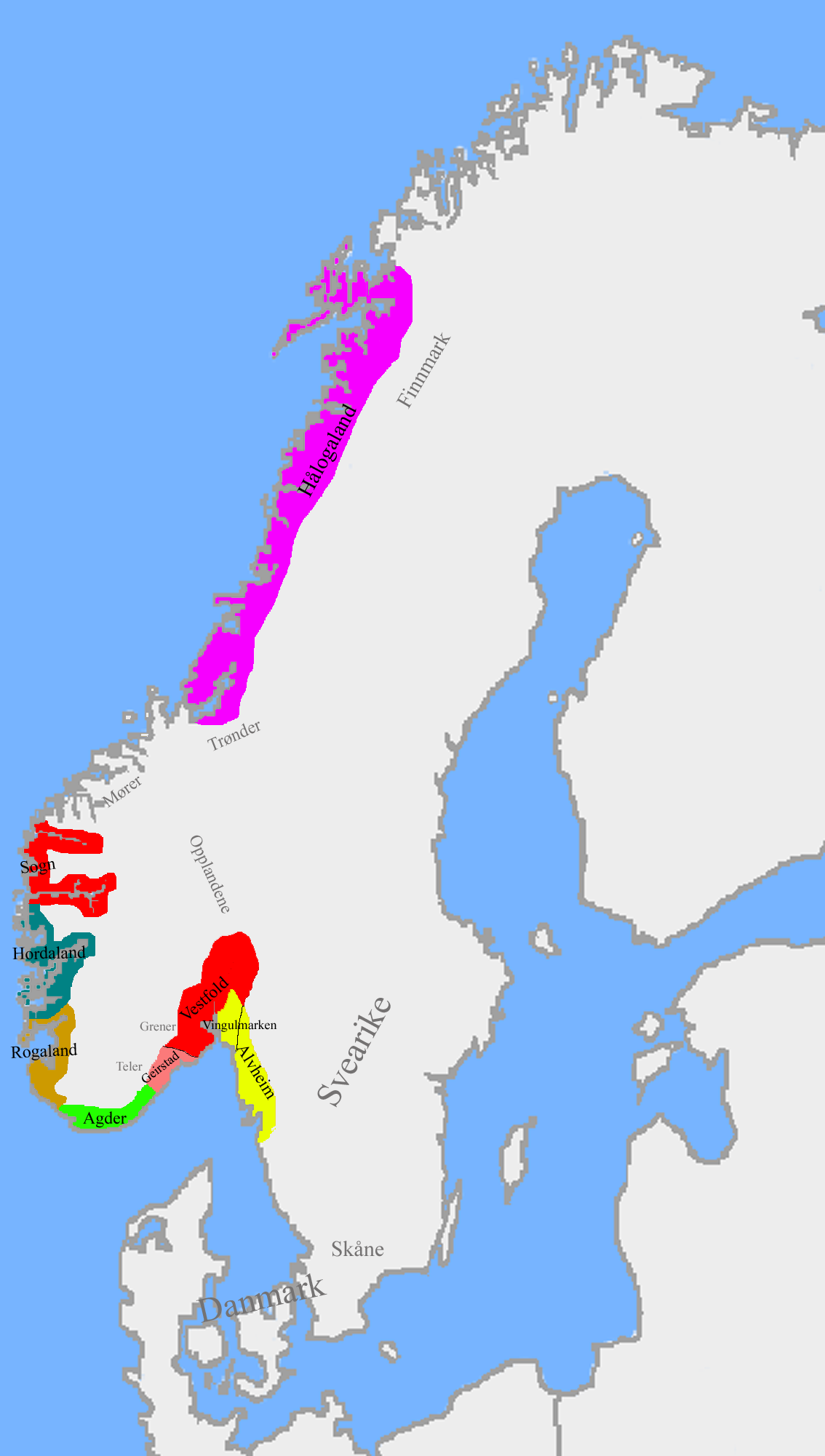
Деякі з найзначніших дрібних королівств Норвегії бл. 860 р.

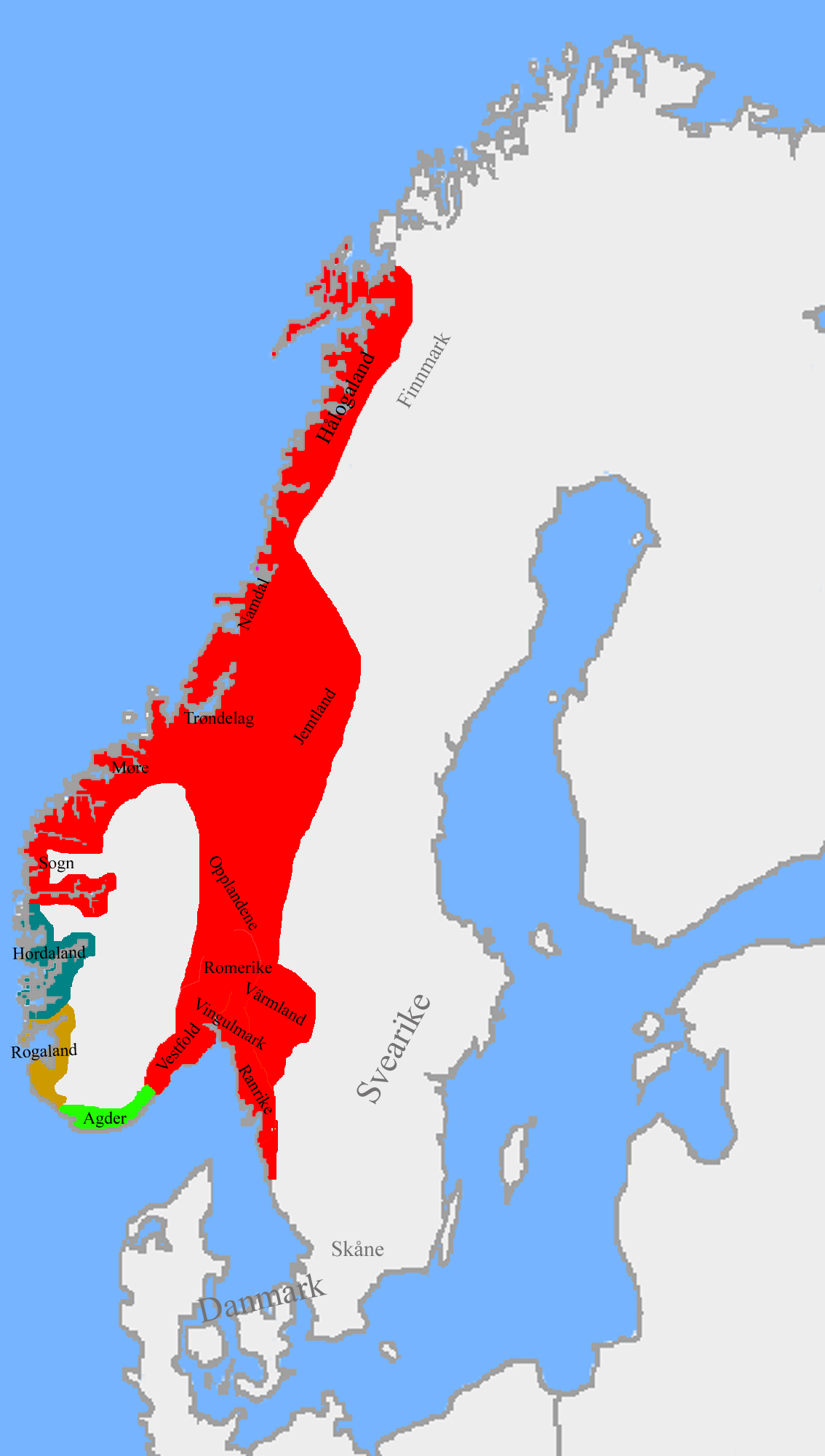
Дрібні королівства Норвегії бл. 872 р.

Дрібні королівства Норвегії були утвореннями, з яких було пізніше засновано Норвезьке королівство. До об'єднання Норвегії 872 року та в добу роздробленості після смерті короля Гаральда І Норвегія поділялася на декілька маленьких королівств, одні з яких могли бути настільки малими, що обмежувалися купкою сіл, а інші охоплювали кілька сучасних фюльке.
На момент перших історичних записів про Скандинавію, приблизно в VIII столітті, в Норвегії існувала низка дрібних політичних утворень. Їхнє точне число невідоме і воно, ймовірно, коливалося з плином часу. За підрахунками, у Західній Норвегії на початку доби вікінгів існувало 9 дрібних державних утворень. Археолог Бергльот Солберг на цій підставі оцінює, що по всій країні їх мало би бути не менш ніж 20.
Немає писемних джерел того часу, які б розповіли нам про те, як величали тих правителів або які були точні межі між їхніми державами. Головні наявні письмові свідчення про той період — королівські саги — з'явилися тільки у XII—XIII століттях. Вони почасти засновані на поезії скальдів і, можливо, на усній традиції, а їхня надійність як джерел для конкретних подій епохи вікінгів продовжує викликати дискусії серед істориків. Саги, найпримітнішою з яких є «Коло Земне», часто називають дрібних правителів konungr, тобто король. Це стосується таких земель, як Agder, Alvheim, Hedmark, Hordaland, Nordmøre og Romsdal, Rogaland, Romerike, Sogn, Solør, Sunmmøre, Trøndelag, Vestfold, Viken, однак щодо Hålogaland вживався титул ярл (пор. герцог), а пізніше Ladejarl (від назви місця перебування правителів у Ладе — сучасному районі Тронгейма). Володарів усіх областей могли іменувати конунгами, дрібними королями, підкоролями, королями або ярлами, залежно від джерела. Низка невеликих громад у ІХ ст. поступово організувалися у більші області, а 872 року король Гаральд І об'єднав державу і став її першим верховним правителем. Чимало колишніх королівств пізніше стануть ярлствами під владою норвезького верховного короля, а деякі спробують знову звільнитися.
Нижче наводиться неповний список дрібних королівств Норвегії. Території деяких дрібних королівств могли мати спірний статус.

## Список дрібних королівств
| - Agder - Fjordane - Grenland - Gudbrandsdalen - Hadeland - Hardanger - Hedmark - Hordaland - Hålogaland - Land - Lade - Namdalen - Nordmøre - Oppland - Orkdalen |  | - Ranrike - Raumarike - Ringerike - Rogaland - Romsdal - Sogn - Solør - Sunnmøre - Telemark - Toten - Trøndelag - Vestfold - Vestmar - Vingulmark - Viken - Voss |